# 간음
간음(姦淫·姦婬)은 부부가 아닌 남녀가 성관계를 맺는 것을 말하며 강간이나 간통, 성매매를 포함하며, 미혼인 사람과 성관계도 포함된다. 많은 종교에서 간음을 금지하고 있다.

## 처벌
대한민국을 비롯한 선진국에서는 합의에 의한 강제성이 없는 간음을 처벌하지 않고 있으며, 성매매같은 경우 처벌하기도 한다. 간통도 대한민국에서는 처벌하였으나, 2015년 2월 26일, 대한민국 헌법재판소의 위헌결정으로 더 이상 형사처벌하지 않는다.
이슬람교에서는 어떠한 경우의 간음이든지 처벌하고 있다.

## 같이 보기
- 캐주얼 섹스
- 자유연애주의
- 부정 (관계)
- 성혁명